# Pseudorhinoplus sulphureus
Pseudorhinoplus sulphureus är en stekelart som först beskrevs av Szepligeti 1913.  Pseudorhinoplus sulphureus ingår i släktet Pseudorhinoplus och familjen bracksteklar. Inga underarter finns listade i Catalogue of Life.